# Mataru Selatan
Mataru Selatan is een bestuurslaag in het regentschap Alor van de provincie Oost-Nusa Tenggara, Indonesië. Mataru Selatan telt 685 inwoners (volkstelling 2010).